# Уэстфолл, Эд
Эдвин Вернон Уэстфолл (англ. Edwin Vernon Westfall; род. 19 сентября 1940, Белвилл) — бывший канадский хоккеист, игравший на позиции правого нападающего; двукратный обладатель Кубка Стэнли в составе «Бостон Брюинз» (1970, 1972), четырёхкратный участник матчей всех звёзд НХЛ.
С 1972 по 1977 годы был первым в истории капитаном «Нью-Йорк Айлендерс».

## Карьера

### Игровая карьера
На молодёжном уровне в течение трёх сезонов играл за команду «Барри Флайерс», где по итогам сезона 1959/60 заработал 35 очков, 28 из которых были за голевые передачи. По окончании сезона перешёл в «Ниагара-Фолс Флайерс», где отыграл целый сезон, по итогам которого вошёл в Первую команду звёзд Хоккейной Ассоциации Онтарио.
По окончании сезона он присоединился к клубу НХЛ «Бостон Брюинз», где в течение трёх первых сезонов играл за «Брюинз» в НХЛ, а также за фарм-клубы команды. За восемь следующих сезонов в составе «Брюинз», он стал одним из ключевых игроков команды, в составе которой в 1970 и 1972 годах завоевал два Кубка Стэнли, а также 25 февраля 1971 года в матче с «Ванкувер Кэнакс», который закончился победой «Брюинз» со счётом 8:3, Уэстфолл забросил шайбу, которая стала одной из быстрых трёх заброшенных шайб за 20 секунд в том матче.
После второго победного Финала Кубка Стэнли был выставлен на драфт расширения, где его выбрал в 1-м раунде под общим 9-м номером дебютант лиги «Нью-Йорк Айлендерс», в которой он стал первым в истории капитаном команды. 7 октября 1972 года в матче с «Атлантой Флэймз» забросил первую в НХЛ шайбу в истории клуба, но «Айлендерс» проиграли матч со счётом 3:2. За семь сезонов в составе «Айлендерс», Уэстфолл стал одним из ведущих нападающих команды, получив в 1977 году Билл Мастертон Трофи, награду как хоккеисту проявившему высокое спортивное мастерство и верность хоккею.
В 1977 году он уступил капитанскую нашивку Кларку Гиллису, но играл ещё два сезона, завершив карьеру по окончании сезона 1978/79 в возрасте 38 лет.

### Телевизионная карьера
Работал цветным комментатором матчей «Нью-Йорк Айлендерс», пока не ушёл на пенсию в 1998 году.